# Bernhard I. von Lebus
Bernhard (lateinisch Bernardus) war der erste heute bekannte Bischof von Lebus. Er wurde 1133 (?) und 1147 (?) erwähnt.

## Leben
Im Nekrologium des Klosters St. Vinzenz bei Breslau im 13. Jahrhundert wurde zweier Bischöfe Bernhard von Lebus gedacht, einem für den Sterbetag 4. Oktober, dem anderen für den 4. Dezember.
Am 16. März 1133 soll ein Bischof Bernhard von Lebus bei der Gründung des angeblichen Prämonstratenserklosters Strzelno im Bistum Kruszwica anwesend gewesen sein, nach einer Urkunde, die nur der polnische Gelehrte Jan Długosz im 15. Jahrhundert zitiert. Diese Urkunde ist sonst unbekannt, auch liegen für ein Kloster Strzelno Informationen erst ab 1190 vor. Damit scheint die Urkunde in dieser Form falsch zu sein. Möglicherweise enthält sie aber wahre Teile, da eine Kirche in Strzelno zu dieser Zeit bereits existierte.
1147 beschwerte sich König Heinrich (VI.) bei Papst Eugen III. über einen polnischen Bischof Bernhard. Da es in dieser Zeit keinen anderen polnischen Bischof dieses Namens gab, kann es sich um den Lebuser Bischof handeln.
Einige Historiker halten es für möglich, dass Bischof Bernhard von Lebus mit dem spanischen Missionsbischof Bernhard identisch ist, der 1121/22 im Auftrag von Herzog Bolesław III. Schiefmund in Pommern missionierte. Herzog Bolesław gründete etwa drei Jahre später das Bistum Lebus.